# Scale-A-Ton
Scale-A-Ton – drugi studyjny album amerykańskiego rapera DJ Paula. Został wydany 5 maja, 2009 roku nakładem wytwórni Hypnotize Minds.
Zadebiutował na 157. miejscu notowania Billboard 200 ze sprzedażą 4.000 egzemplarzy w pierwszym tygodniu. Do 21 lipca sprzedano ponad 93.000 kopii.

## Lista utworów
Opracowano na podstawie źródła.
1. Get Right - 1:20
2. You Don't Want It (Feat. Lord Infamous) - 3:07
3. Doin' All Da Doin' - 2:49
4. Stay Wit' me - 3:12
5. Jus' Like Dat??? - 2:57
6. I Spoils - 3:01
7. She Wanna Get High (Feat. Lord Infamous) - 3:03
8. Walk Like a Stripper - 2:57
9. Liquor and Powder - 2:57
10. Jook (Feat. Lord Infamous) - 3:28
11. Bumpin' - 3:04
12. Pop a Pill (Feat. Lord Infamous) - 3:15
13. Fuckboy (Feat. Lord Infamous) - 3:04
14. Wanta Be Like You - 3:55
15. Gotta Eat (Feat. Lord Infamous) - 3:04
16. Don't Get Up On Me - 3:12
17. Ima Outlaw - 3:24
18. Internet Whore (Feat. Lord Infamous) - 3:45
19. I'm Drunk (Feat. Lord Infamous) - 4:15
20. I'm Alive - 0:53
21. They Spendin' (iTunes Bonus Track) - 3:12